# Wladimir de Vries

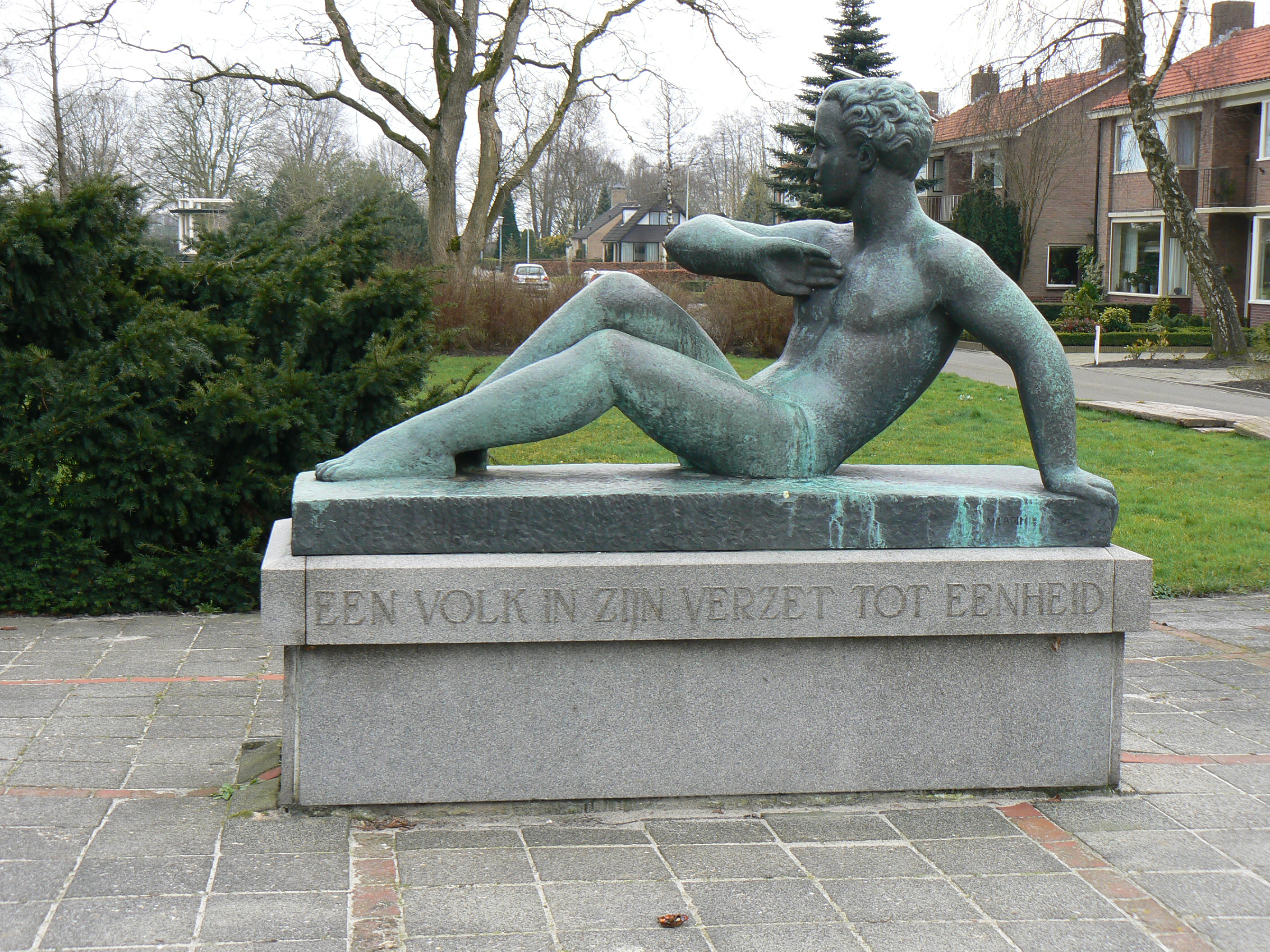
Verzetsmonument (Wildervank, 1948); in 2013 ontvreemd

Hendrik Wladimir Albrecht Ernst (Wladimir) de Vries (Groningen, 3 november 1917 – Zuidlaren, 30 juli 2001) was een Nederlandse beeldhouwer.

## Leven en werk
De Vries werd geboren in een schippersgezin. Als zevende zoon werd hij traditiegetrouw genoemd naar een lid van het Koninklijk Huis, prins Hendrik. De Vries voer mee met zijn ouders en was als jongen aan boord al aan het tekenen. In 1927 leed het gezin schipbreuk voor de kust van Zweden. De Vries ging daarna naar de lagere school en vervolgens naar de ULO in Groningen. Hoewel hij naar de kunstacademie wilde, moest hij van zijn ouders eerst de kweekschool doorlopen. In zijn kweekschooltijd ging De Vries zijn tweede voornaam gebruiken, ter onderscheiding van de andere Groninger kunstenaar met de naam Hendrik de Vries.
In 1939, het laatste jaar van zijn opleiding, stapte De Vries alsnog over naar Academie Minerva, waar hij les kreeg van onder anderen Willem Valk, A.W. Kort en C.P. de Wit. Hij wilde aanvankelijk schilder worden, maar werd door Valk gestimuleerd zijn talent als beeldhouwer te ontwikkelen. Hij assisteerde Valk onder andere bij diens Monument voor het gevallen spoorwegpersoneel in Utrecht. Op aanbeveling van Valk assisteerde hij Corinne Franzén-Heslenfeld bij haar Verzetsmonument voor Utrecht (1949) en het Oorlogsmonument voor Noordwijk (1952). Als zelfstandig beeldhouwer had hij zijn atelier in Haren. Naast beeldhouwer was De Vries van 1958 tot 1963 verbonden als docent handenarbeid (MO) aan de School voor Handenarbeid in Groningen.

### Oeuvre
Het oeuvre van De Vries is breed: van gevelstenen, mozaïeken en muurplastieken tot verzetsmonumenten en grafstenen. Daarnaast maakte hij veel vrijstaande beelden, in brons of natuursteen. Zijn werk is vooral te vinden in de provincies Groningen, Friesland en Drenthe.
Bekende beeldhouwwerken van De Vries in de stad Groningen zijn het Veulen aan de Radesingel, Landbouw en veeteelt (een Stedenmaagd, onder de bevolking bekend als "Blote Bet") op de Herebrug en de Wisent in het Noorderplantsoen.
De Vries werkte figuratief, waarbij de vrouw een vaak terugkerend thema was. De sensuele uitstraling van sommige van zijn werken leidde soms tot discussie met opdrachtgevers en publiek. Vanaf de jaren zestig werd de vraag naar abstracte kunst groter, De Vries bleef echter het figuratieve werk trouw. Bij een tweetal beelden heeft hij zijn onderwerpen flink vergroot weergegeven, waardoor deze een abstracte uitstraling kregen; de Schakels (1967) in Oosterwolde en de Vleugelmoeren (1970) in Hoogeveen.

## Werken (selectie)
- 1947 Bevrijdingsmonument Winsum
- 1948 Verzetsmonument Wildervank
- 1948 Gedenkteken voor alle gevallen slachtoffers in bezettingstijd in Zevenhuizen
- 1949 Monument aan De Haspel in De Haspel
- 1950 Oorlogsmonument Wedderveer
- 1951 Veulen aan de Radesingel in Groningen
- 1953 Landbouw en veeteelt ("Blote Bet") op de Herebrug in Groningen
- 1955 Meisje in Enschede
- 1957 Scheepsschroef bij de voormalige Bronsmotorenfabriek in Appingedam
- 1960 Reebokje, Uithuizen
- 1962 "Denkstertje", Paterswoldseweg/Verzetstrijderslaan in Groningen
- 1961 Naakte jongensfiguur aan de Lonerstraat in Assen
- 1964 "Olifantje" aan de Vondellaan in Groningen
- 1967 Schakels in Oosterwolde
- 1967 Toekan in Leek
- 1968 Ter Laan-monument in Slochteren
- 1970 Vleugelmoeren in Hoogeveen
- 1975 Wisent in het Noorderplantsoen in Groningen
- 1975 Gotisch raam aan de Eems in Drachten
- 1976 Arp Schnitgermonument in Uithuizen
- 1980 Amazone in Ruischerbrug
- 1989 Scheepsboeg in Eexterveenschekanaal

## Galerij

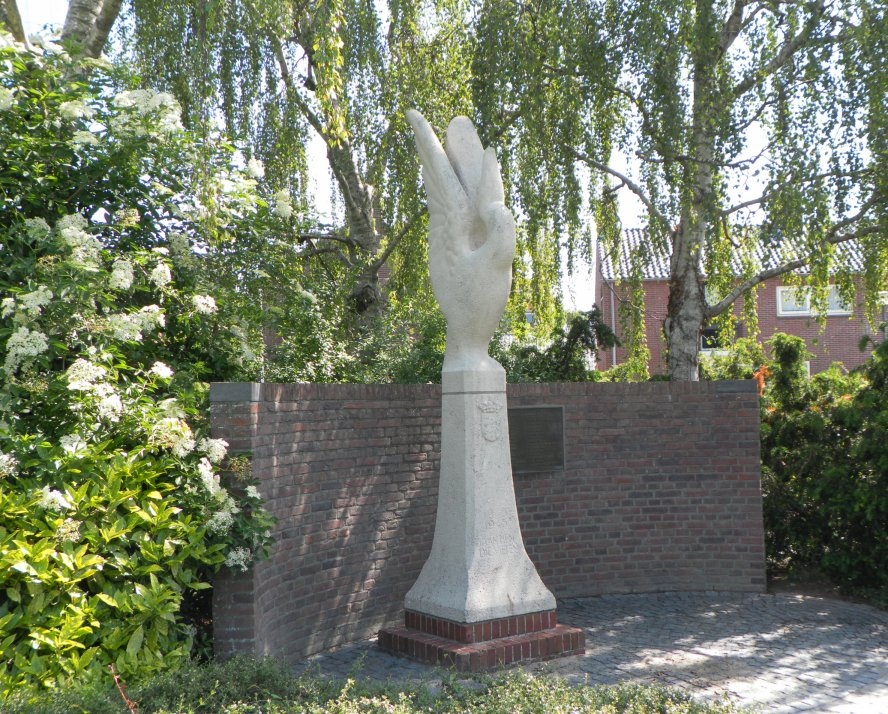
Bevrijdingsmonument (Winsum, 1947)
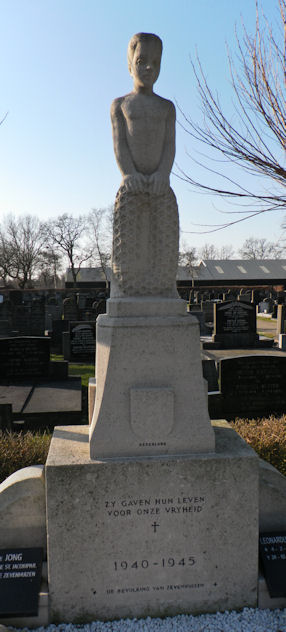
Gedenkteken (Zevenhuizen, 1948)
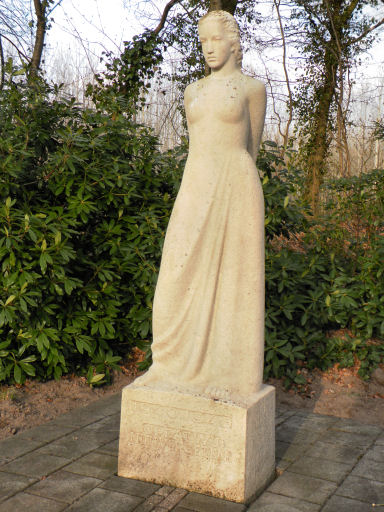
Oorlogs- en verzetsgedenkteken (Wedderveer, 1950)
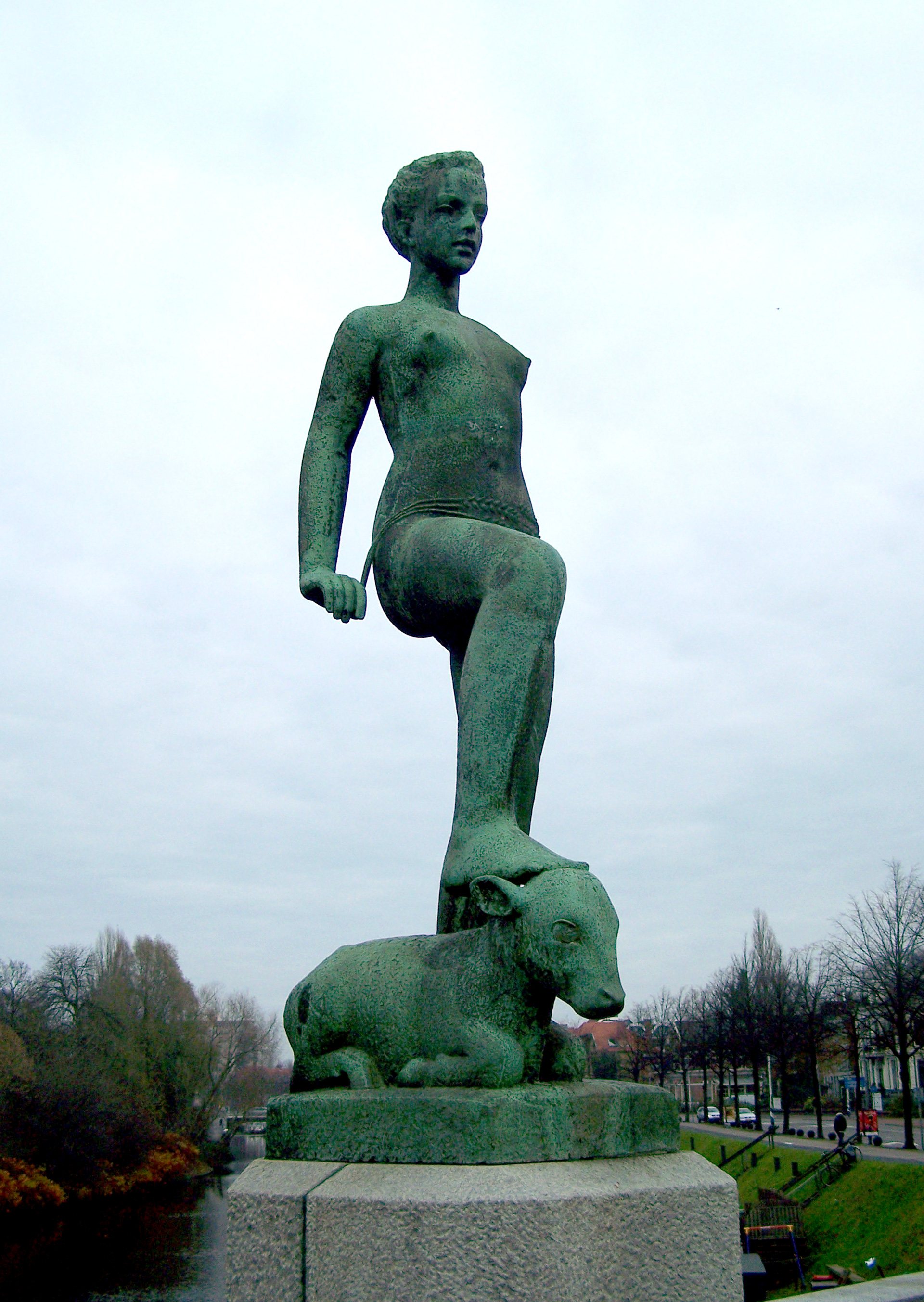
Landbouw en veeteelt (Groningen, 1953)
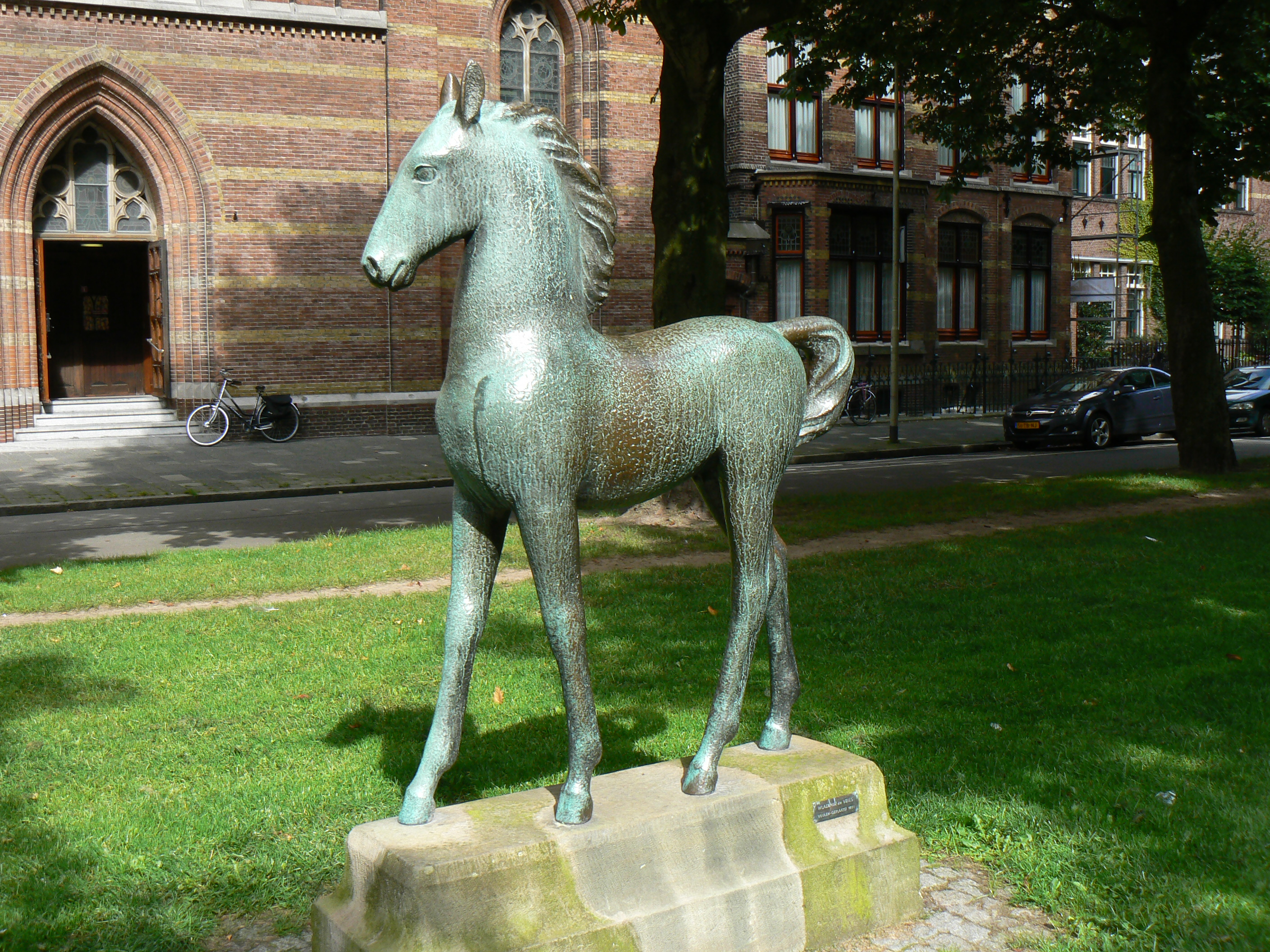
Veulen (Groningen, 1953)
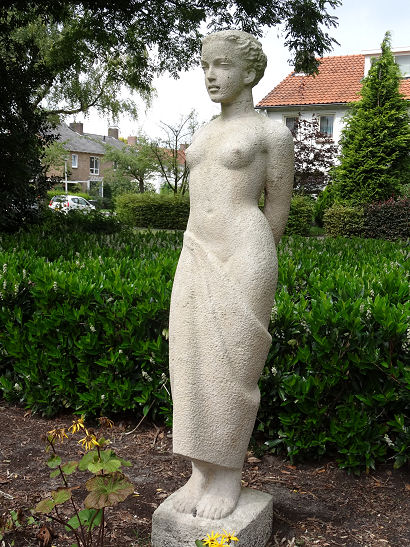
Meisje (Enschede, 1955)
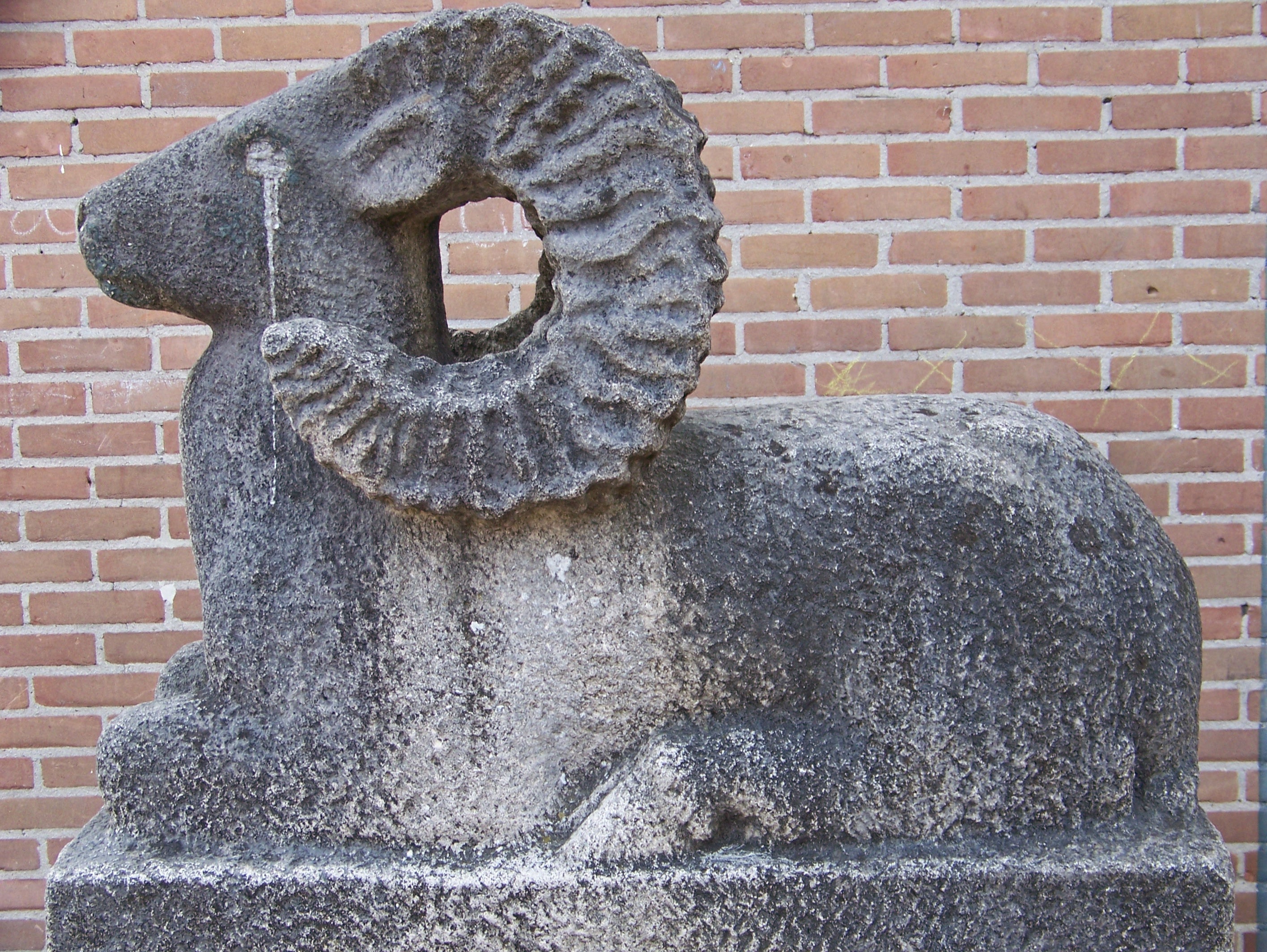
Ram (Oosterwolde, 1958)
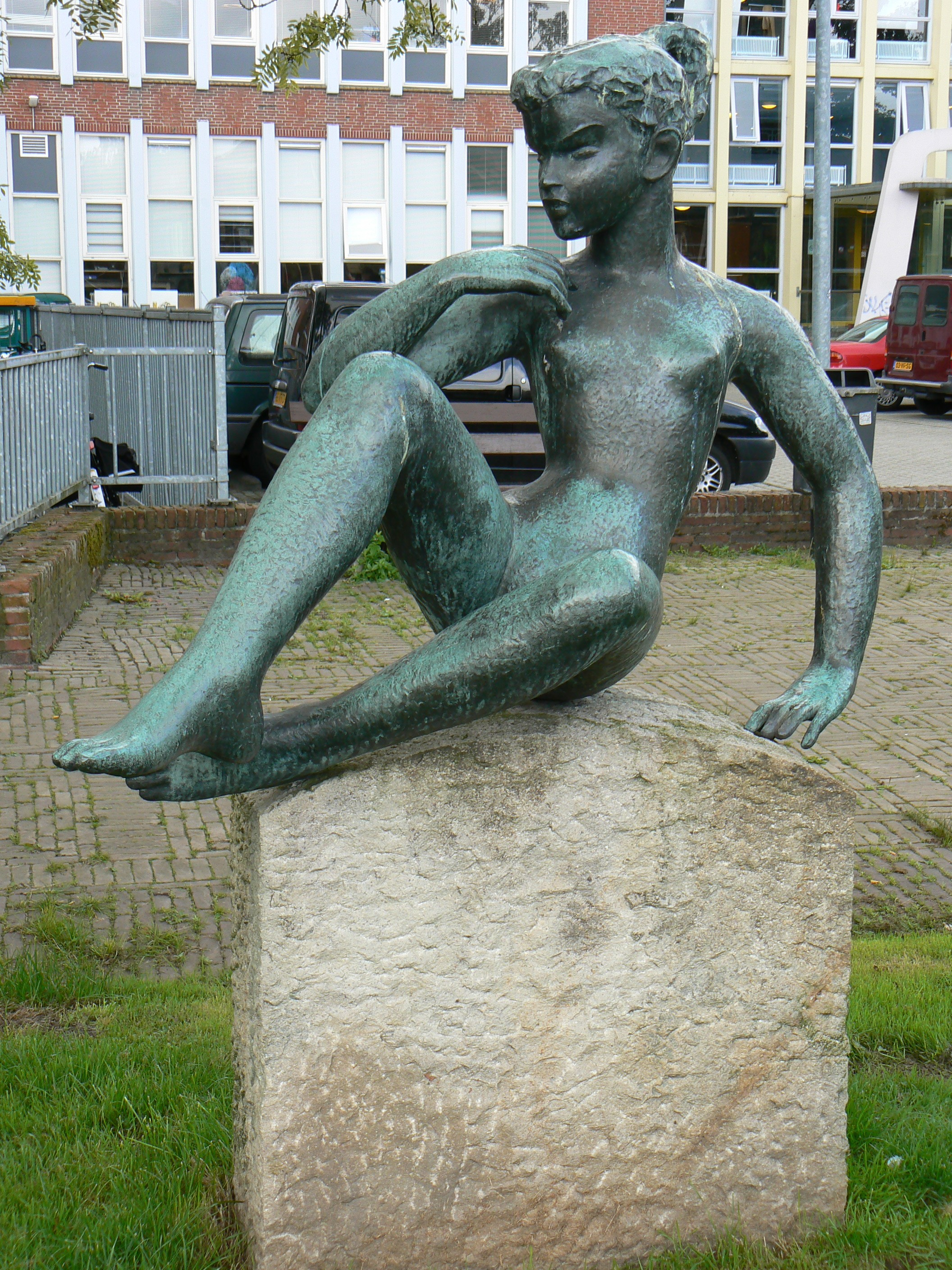
"Denkstertje" (Groningen, 1960)
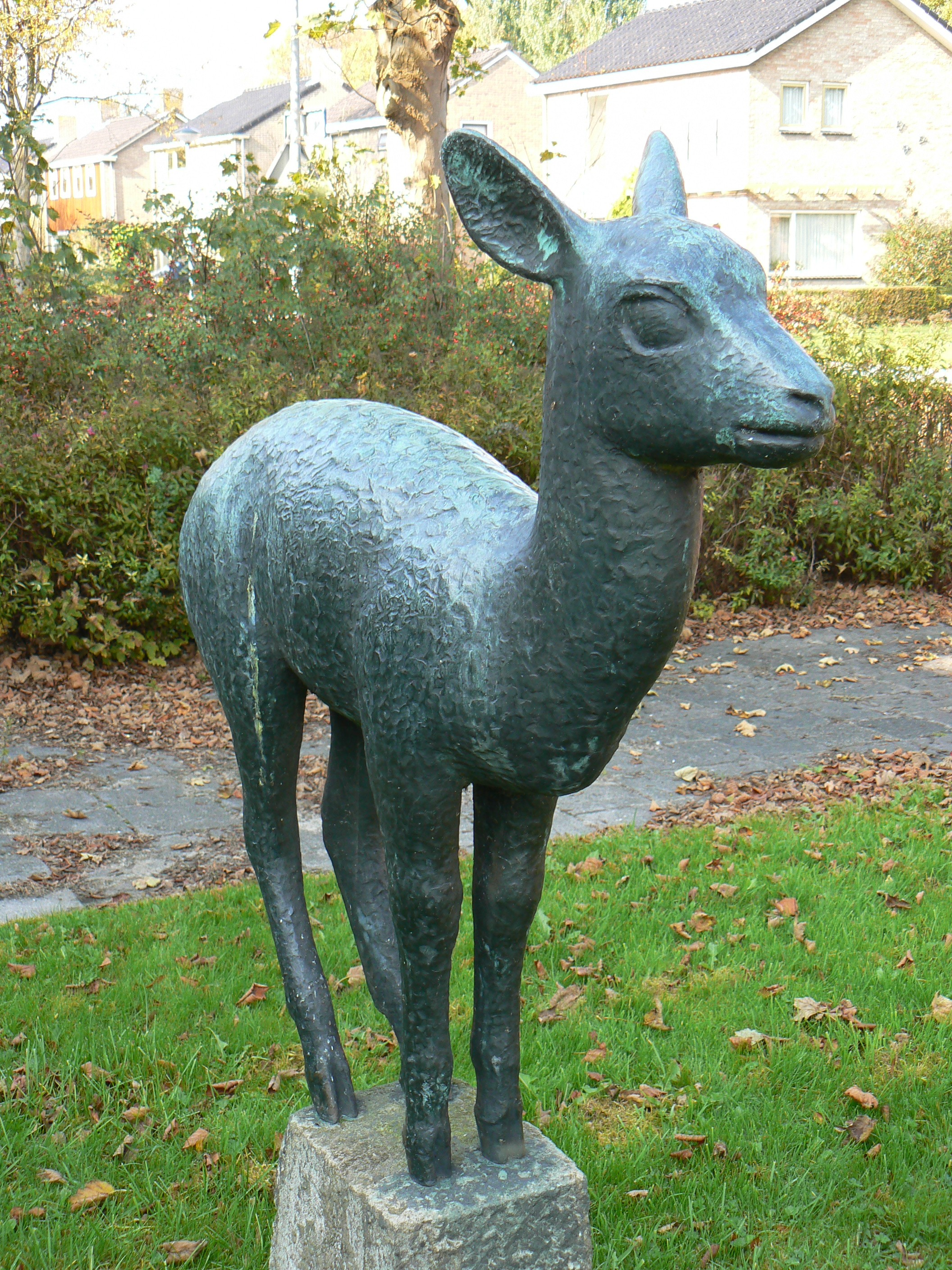
Reebokje (Uithuizen, 1962)
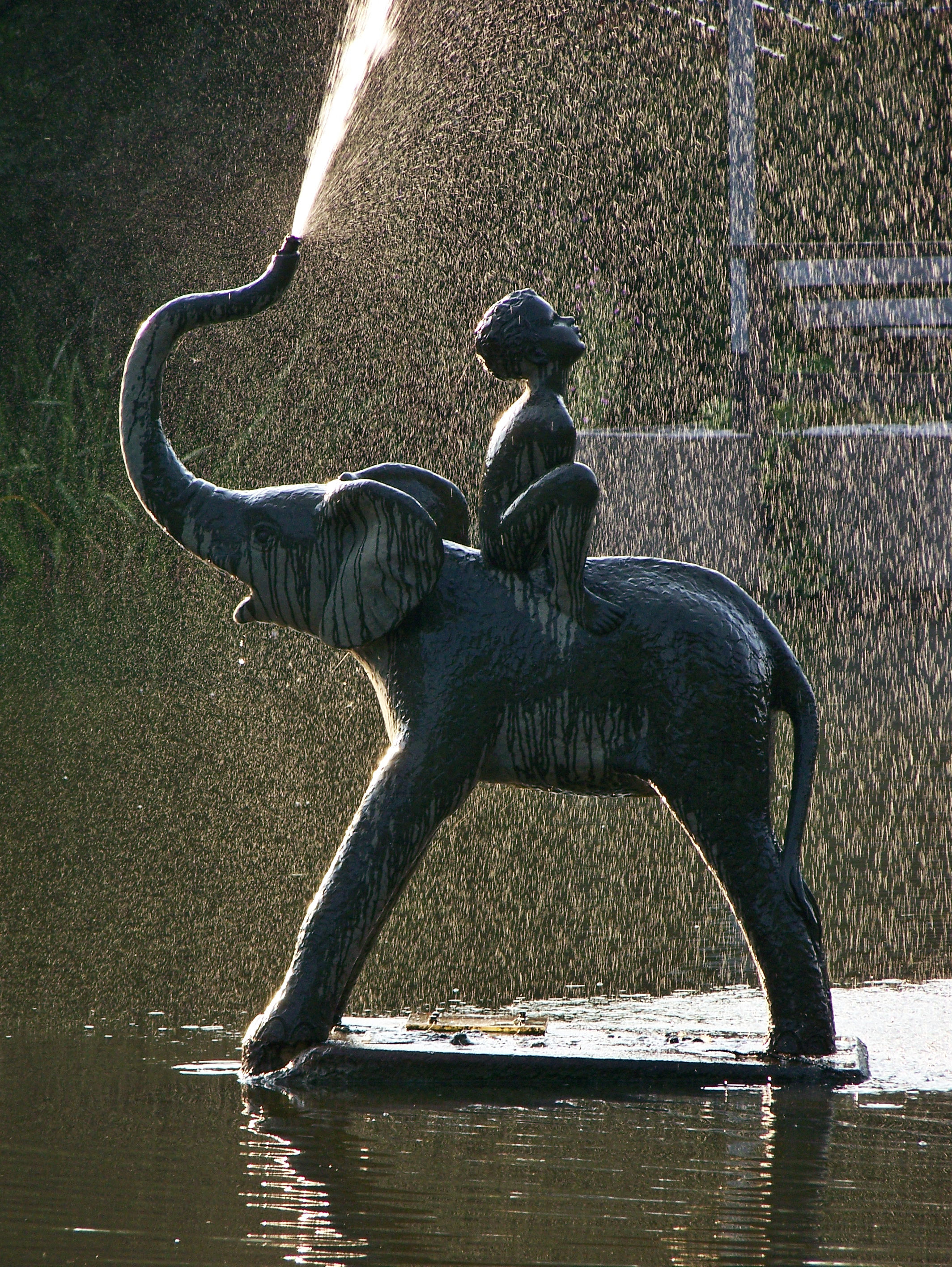
Olifantje (Groningen, 1964)
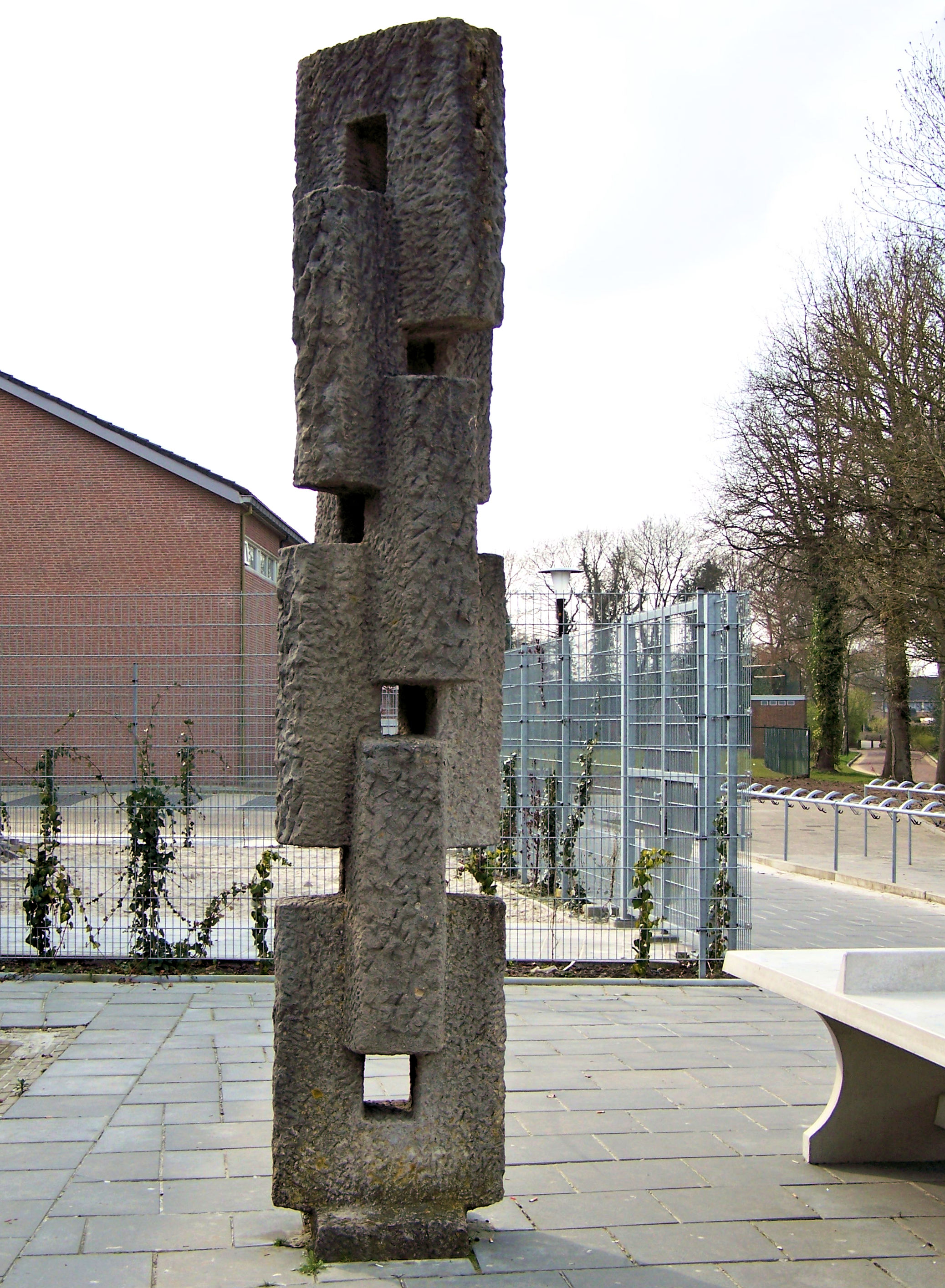
Schakels (Oosterwolde, 1967)
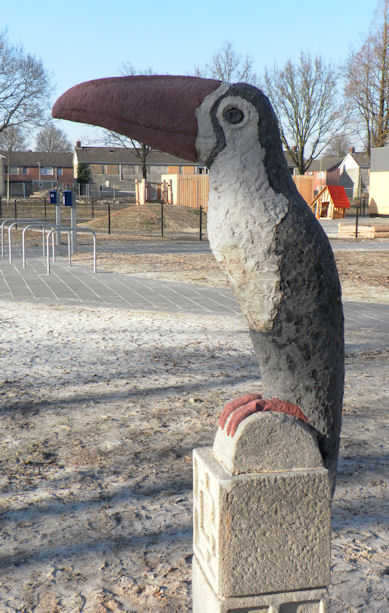
Toekan (Leek, 1967)
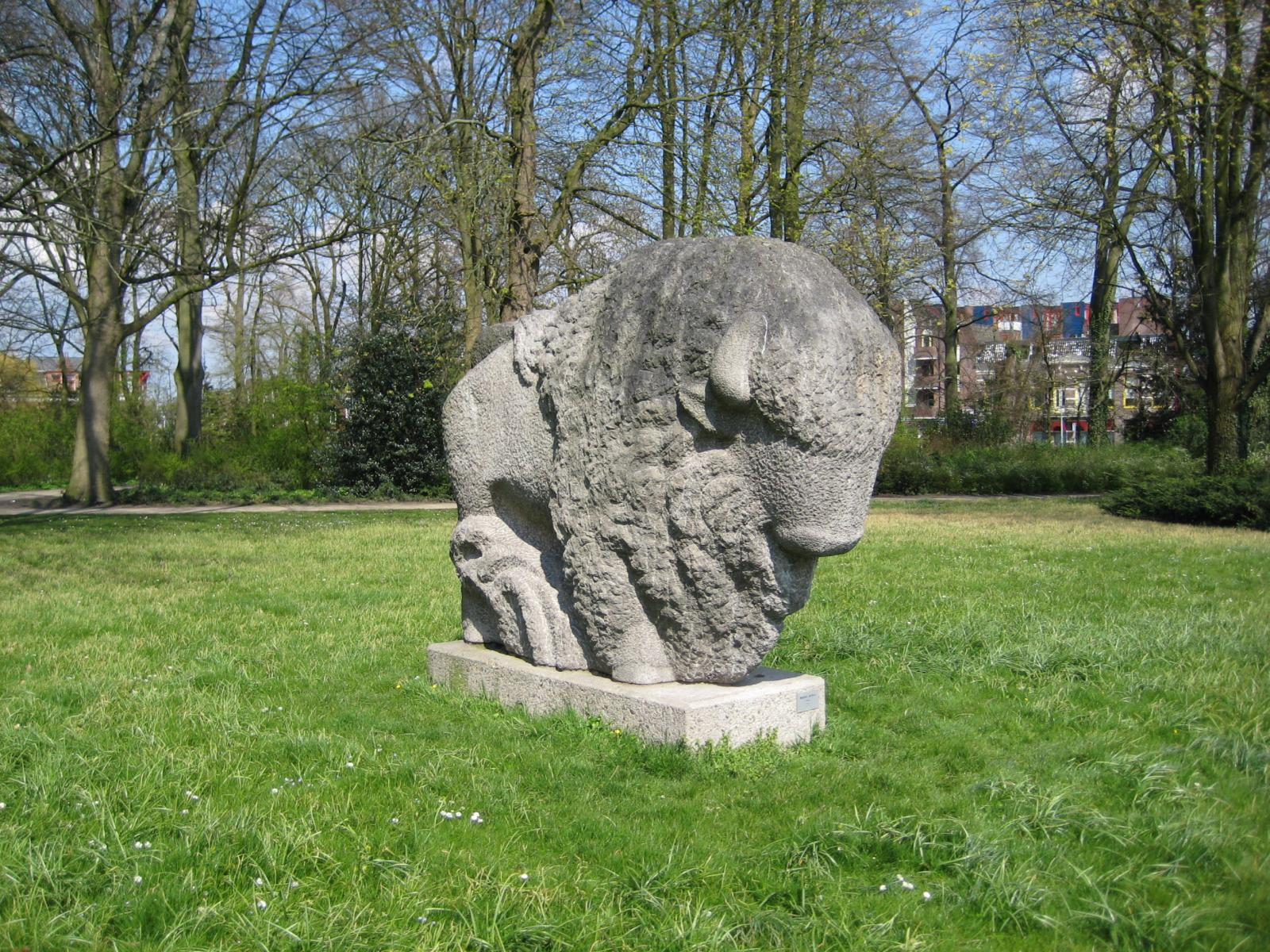
Wisent (Groningen, 1975)
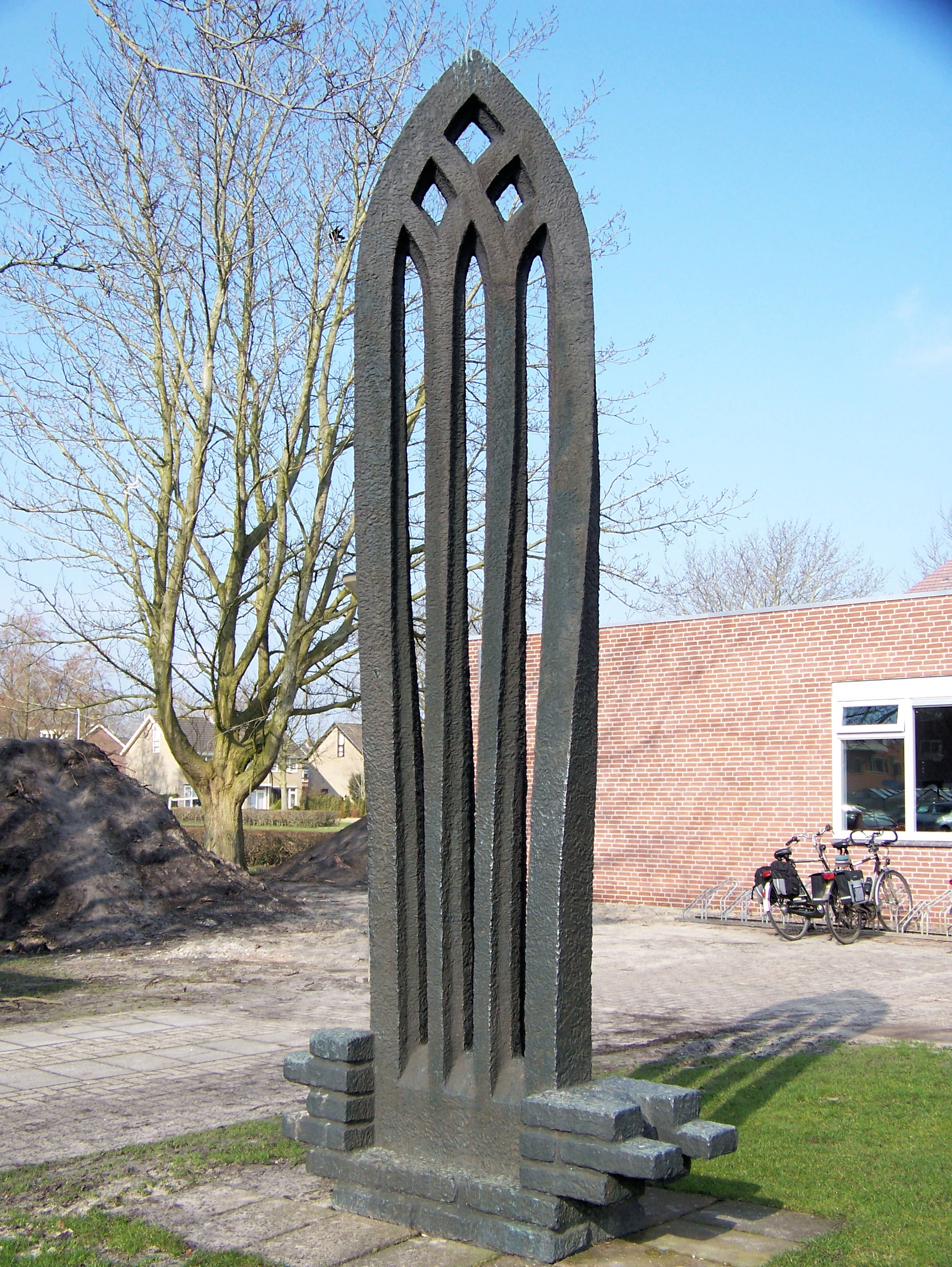
Gotisch raam (Drachten, 1975)
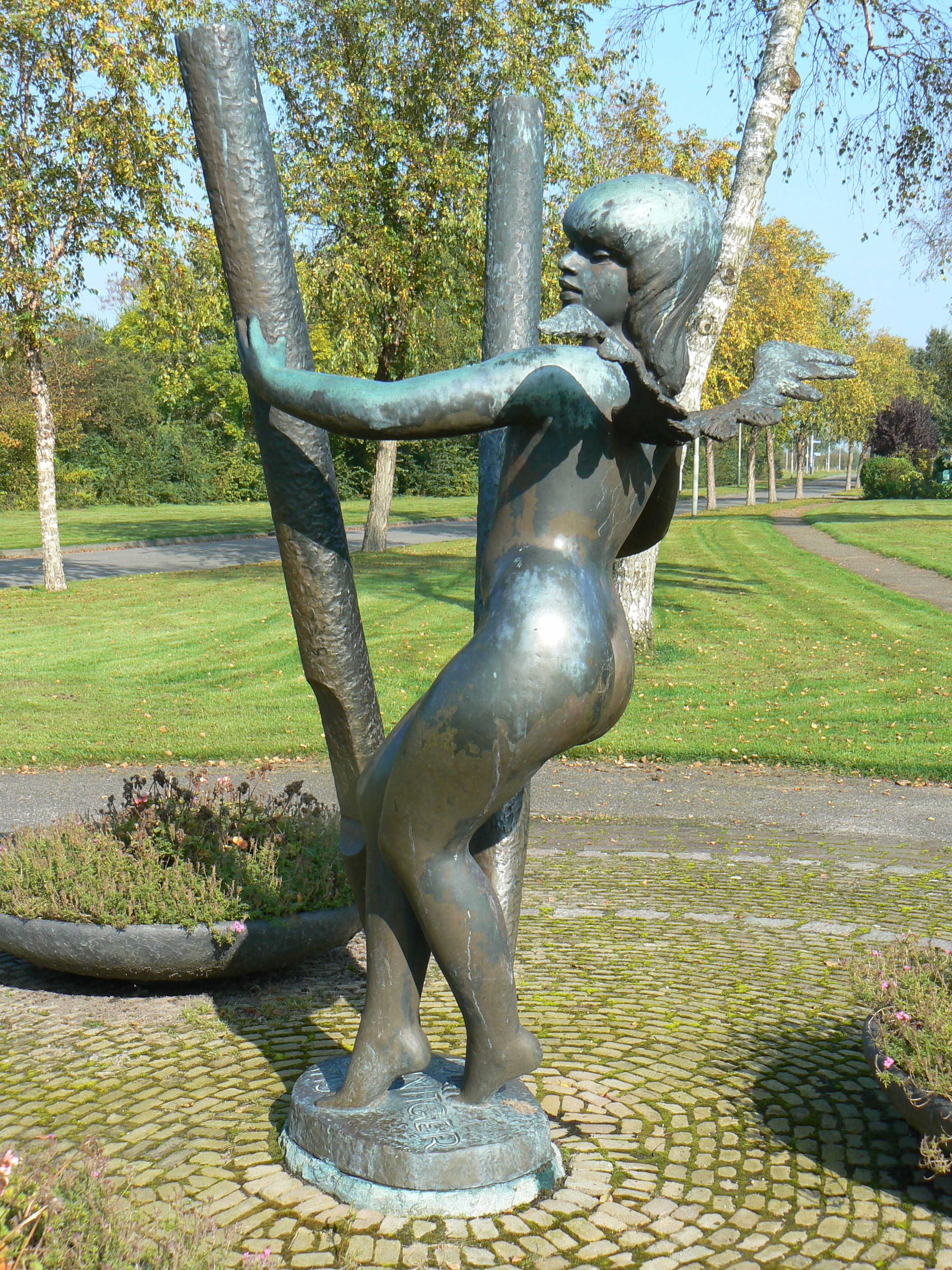
Arp Schnitgermonument (Uithuizen, 1976)
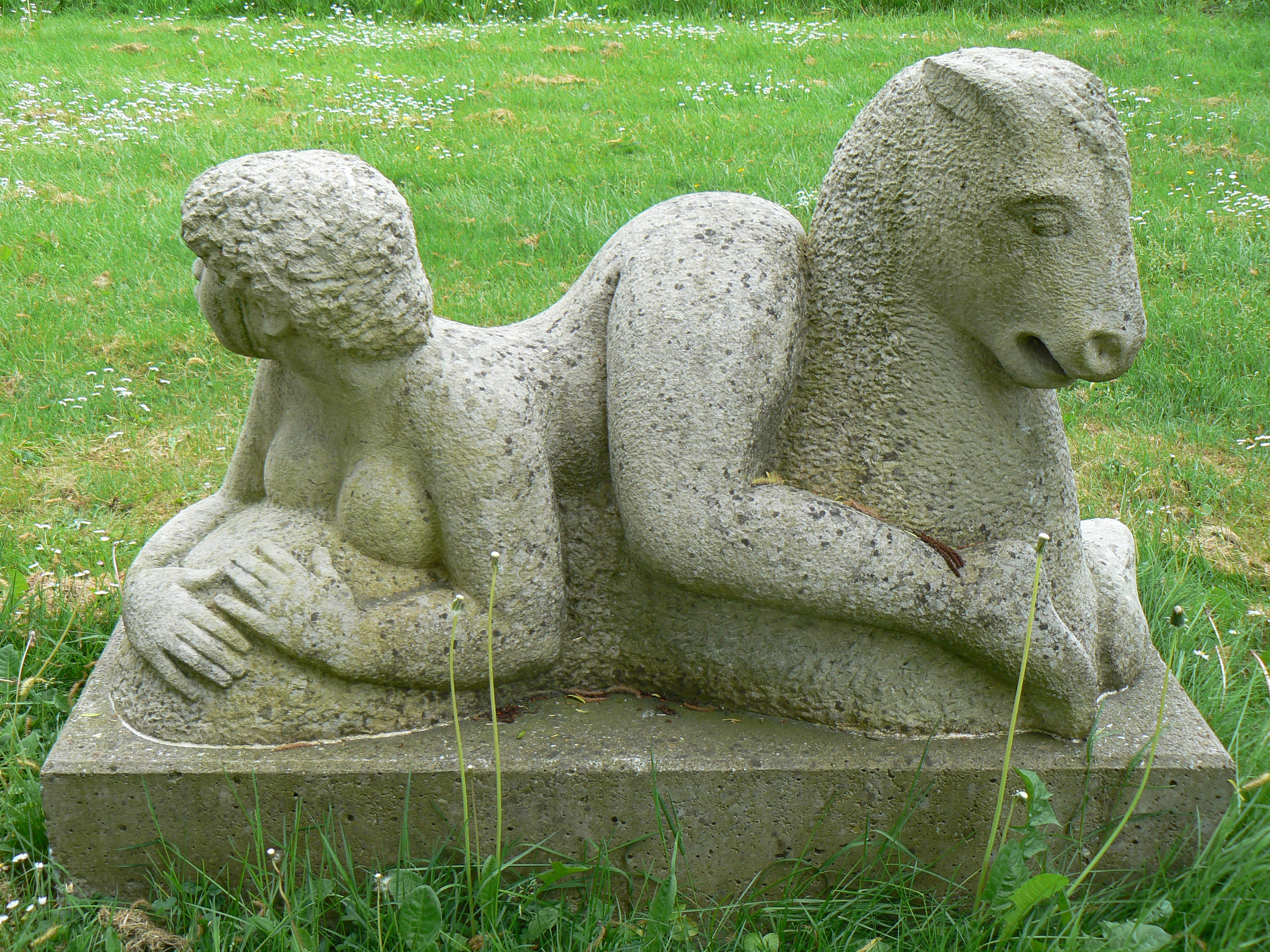
Amazone (Groningen, 1980)
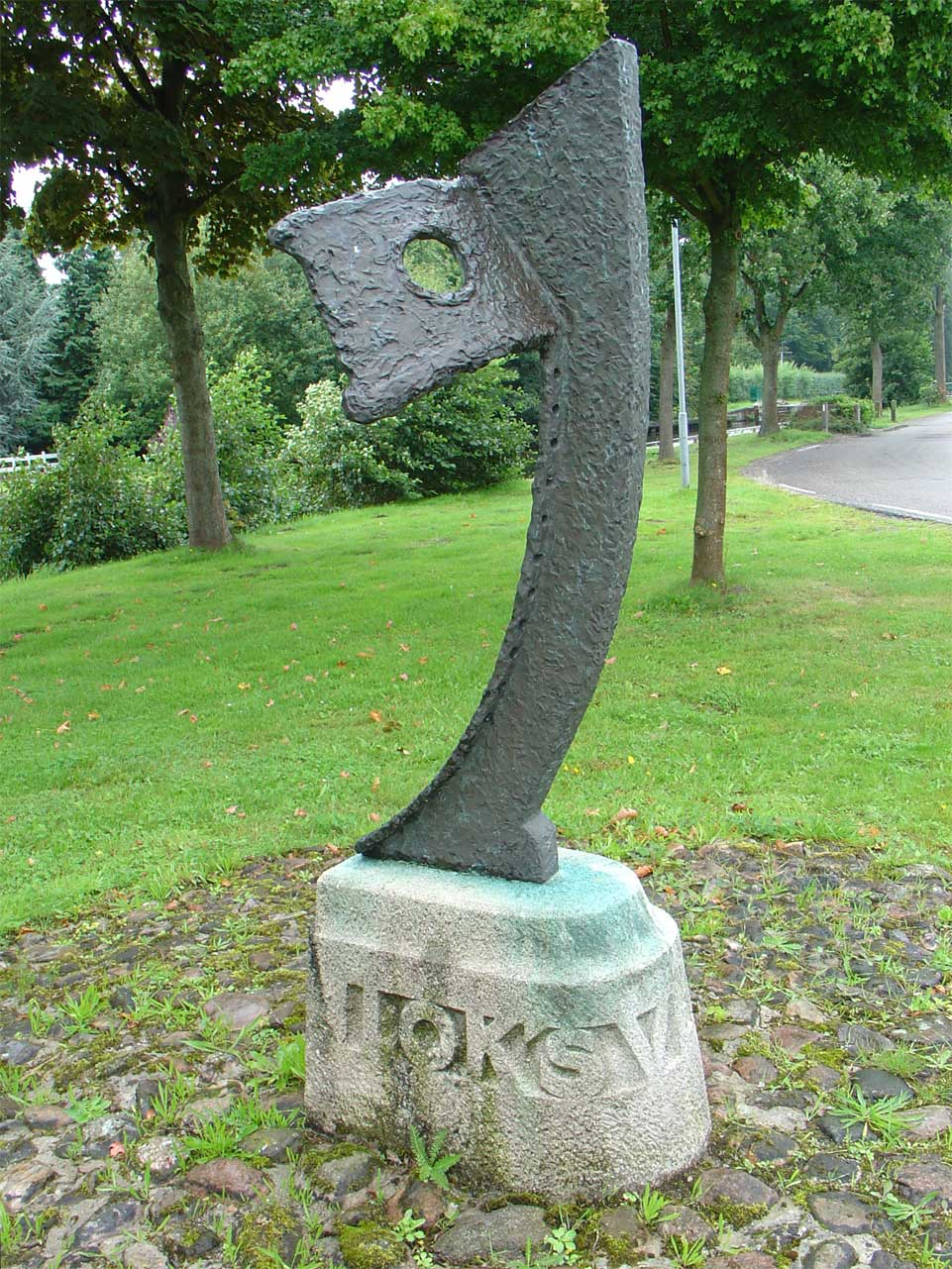
Scheepsboeg (Eexterveenschekanaal, 1989)